# Große Röder
Die Große Röder ist ein linker Nebenfluss der Schwarzen Elster in Sachsen und Brandenburg. Bis zum Zusammenfluss mit der Schwarzen Röder in Radeberg wird sie auch Weiße Röder genannt.

## Verlauf
Der kleine Fluss entspringt nahe dem Rammenauer Ortsteil Röderbrunn südwestlich des Hochsteins in Sachsen in einer mit Holzpfählen gefassten Quelle in 326 Metern Höhe neben der Autobahn A 4. Er entwässert das westliche Vorfeld des Nordwestlausitzer Berg- und Hügellandes. Das Gesamteinzugsgebiet umfasst 934,5 Quadratkilometer.
Die Große Röder wird in zahlreichen Teichen zur Karpfenhaltung aufgestaut, bei Röderbrunn im Karauschen- oder Karschteich (2,8 ha) und im Rohr- oder Rohrwiesenteich (2,1 ha), nach 1,5 Kilometern Lauflänge für Badezwecke im Buschmühlenteich in Ohorn und auf Bretniger Flur im Brettmühlenteich. Nahe der ehemaligen Bretniger Brauerei mündet der Hauswalder Bach in die Große Röder.
Nachdem sie Großröhrsdorf durchquert hat, fließt sie zwischen Wallroda und Radeberg durch das Hüttertal, kurz danach nimmt sie in Radeberg an der Mittelmühle das Wasser der Schwarzen Röder auf und verläuft durch den Gelbkehain, die Leithen, das Lotzdorfer und das Liegauer Rödertal. Zwischen Ortsausgang Liegau-Augustusbad und Hermsdorf bildet sie das Seifersdorfer Tal. Zwischen Ottendorf-Okrilla und Medingen mündet die bei Lichtenberg entspringende Kleine Röder ein. In Radeburg wird sie in eine durch den Damm der Autobahn A 13 begrenzte Talsperre zum Radeburger Stausee aufgestaut. Durch den südwestlichen Abfluss des Stausees fließt die Große Röder weiter nach Rödern, Kalkreuth, Großenhain und Gröditz. Nach 105 Kilometern mündet sie westlich von Elsterwerda (Brandenburg) bei Würdenhain in die Schwarze Elster. Ein weiterer Mündungsarm, der ebenfalls den Namen Kleine Röder trägt, fließt kurz darauf bei Zobersdorf in die Schwarze Elster.
Dem Verlauf der Großen Röder folgt der Radwanderweg Röderradroute.

## Name
Das Gewässer wurde 1140 als Redera fluvium erstmals schriftlich erwähnt.
Der Flussname leitet sich wahrscheinlich vom mittelniederdeutschen rét ab, was hochdeutsch Ried bedeutet – mit Schilf bewachsener Bach. Der Name ist vielfach gewandelt worden, 1790 wird Räder-Fluss oder kurz Die Räder verwendet, was auf eine Herkunft von Rad... (ähnlich der vermuteten Namensursprünge der am Fluss gelegenen Ortschaften Radeberg und Radeburg) schließen lassen könnte.

## Ehemalige Mühlen
Viele Mühlen existieren nicht mehr, einige sind umgebaut und dienen anderen Zwecken.
- Buschmühle (Ohorn)
- Brettmühle (Bretnig)
- Obermühle oder Bodens Mühle (Großröhrsdorf)
- Mühle (Kleinröhrsdorf)
- Phillipp-Mühle (Wallroda)
- Wendmühle oder Waldmühle (Kleinwolmsdorf)
- Hüttermühle (Radeberg)
- Schlossmühle (Radeberg)
- Bergmühle (Radeberg)
- Mittelmühle (Radeberg)
- Herrenmühle (Radeberg, auch Ratsherrenmühle genannt)
- Stadtmühle (Radeberg)
- Talmühle (Radeberg)
- Tobiasmühle (Lotzdorf)
- Rasenmühle (Lotzdorf)
- Dorfmühle (Liegau-Augustusbad)
- Grundmühle (Liegau-Augustusbad)
- Marienmühle (Seifersdorf)
- Niedermühle (Seifersdorf)
- Schirmermühle (Grünberg)
- Hintermühle (Grünberg)
- Schlossmühle (Hermsdorf)
- Mehnertmühle (Medingen)
- Haeslichs Mühle (Großdittmannsdorf)
- Herrenmühle (Radeburg)
- Bienertmühle oder Hofwallmühle (Radeburg)
- Schlossmühle (Niederrödern)
- Niedermühle (Rödern)
- Grahlmühle (Cunnersdorf)
- Paulsmühle (Kalkreuth)
- Neumühle (Skassa)
- Schlossmühle (Walda)
- Baudaer Mühle
- Wassermühle (Raden)
- Saathainer Mühle

## Bilder

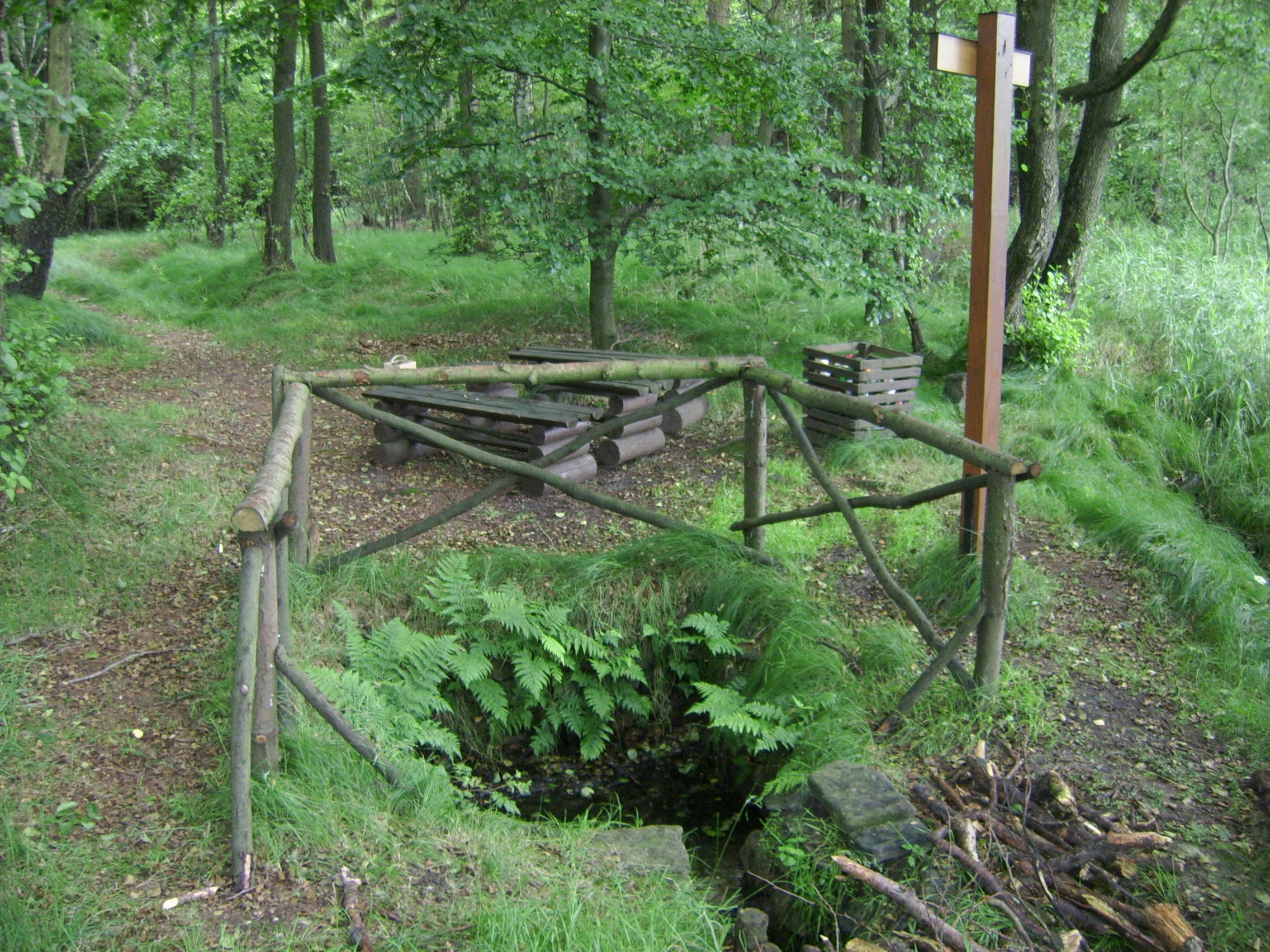
Röderquelle
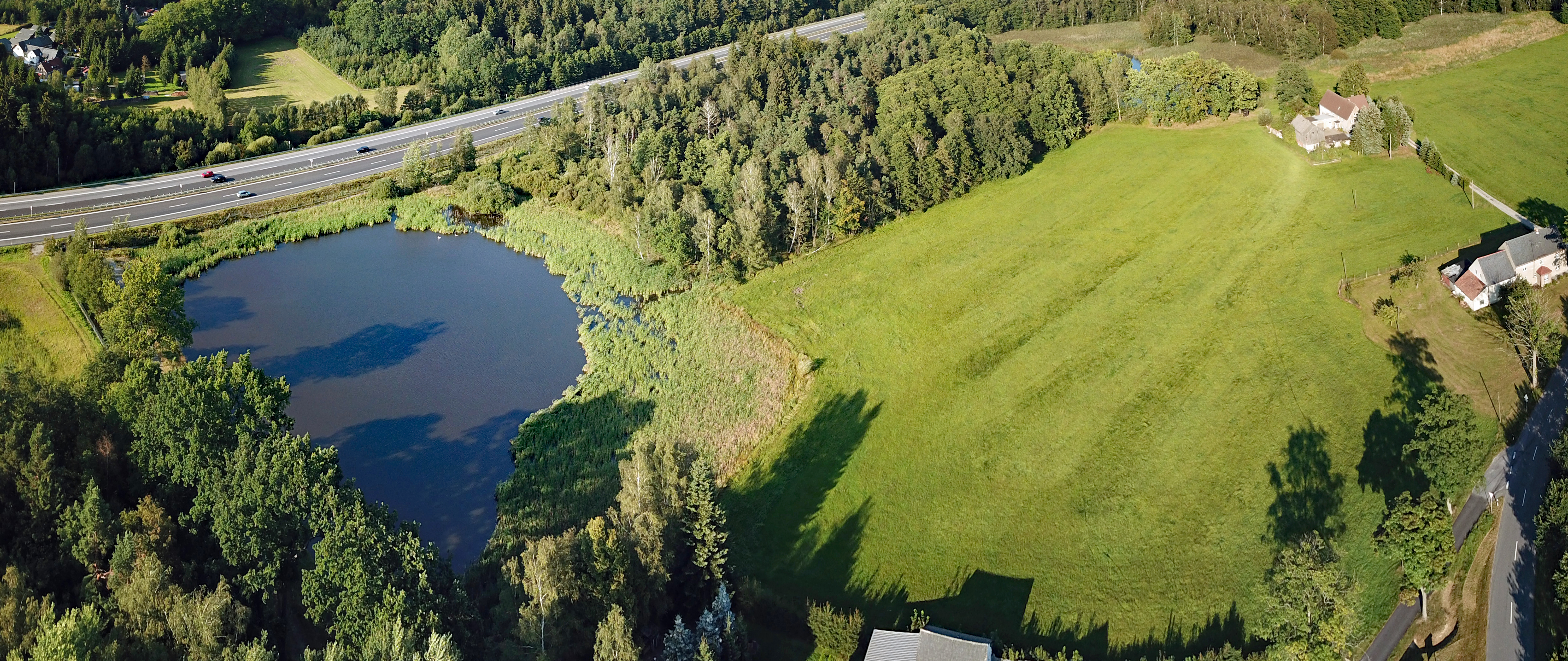
Quellgebiet in Röderbrunn (Quelle im Wald am rechten oberen Bildrand; danach fließt die Röder durch zwei kleine Seen nahe der Autobahn A 4: rechts oben Karschteich und links Rohrteich)
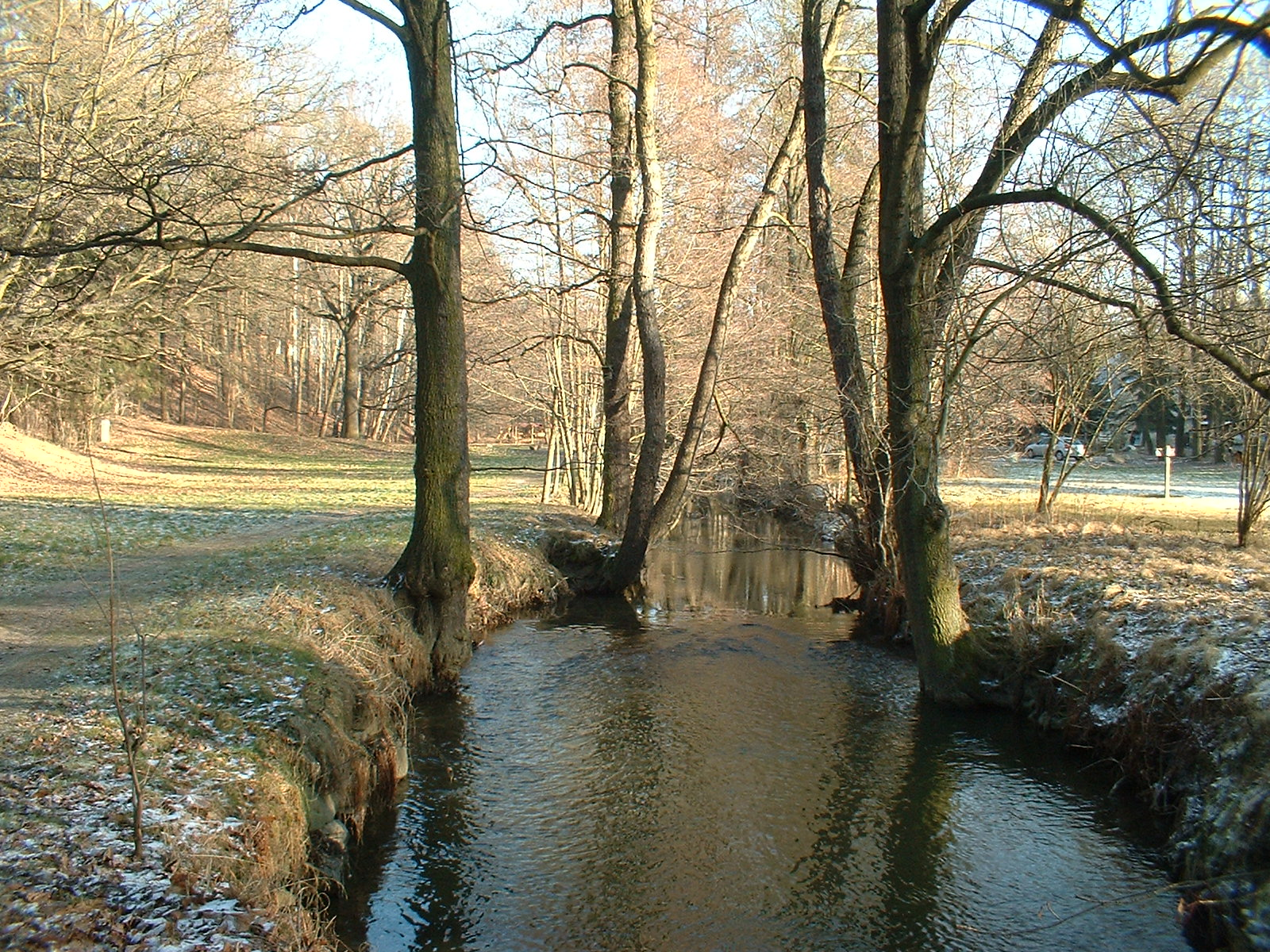
Hüttertal bei Radeberg
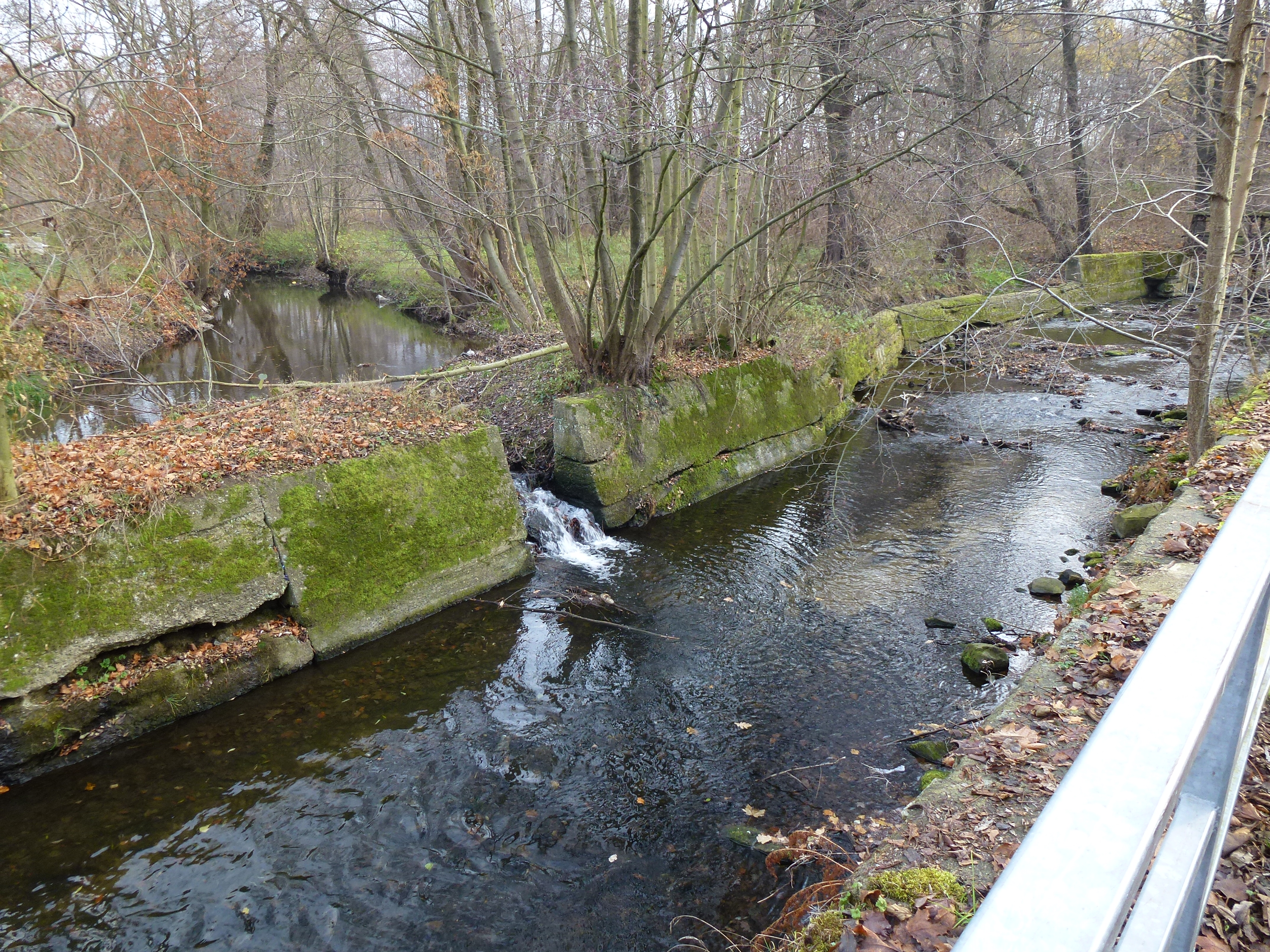
Zusammenfluss der Großen und der Schwarzen Röder
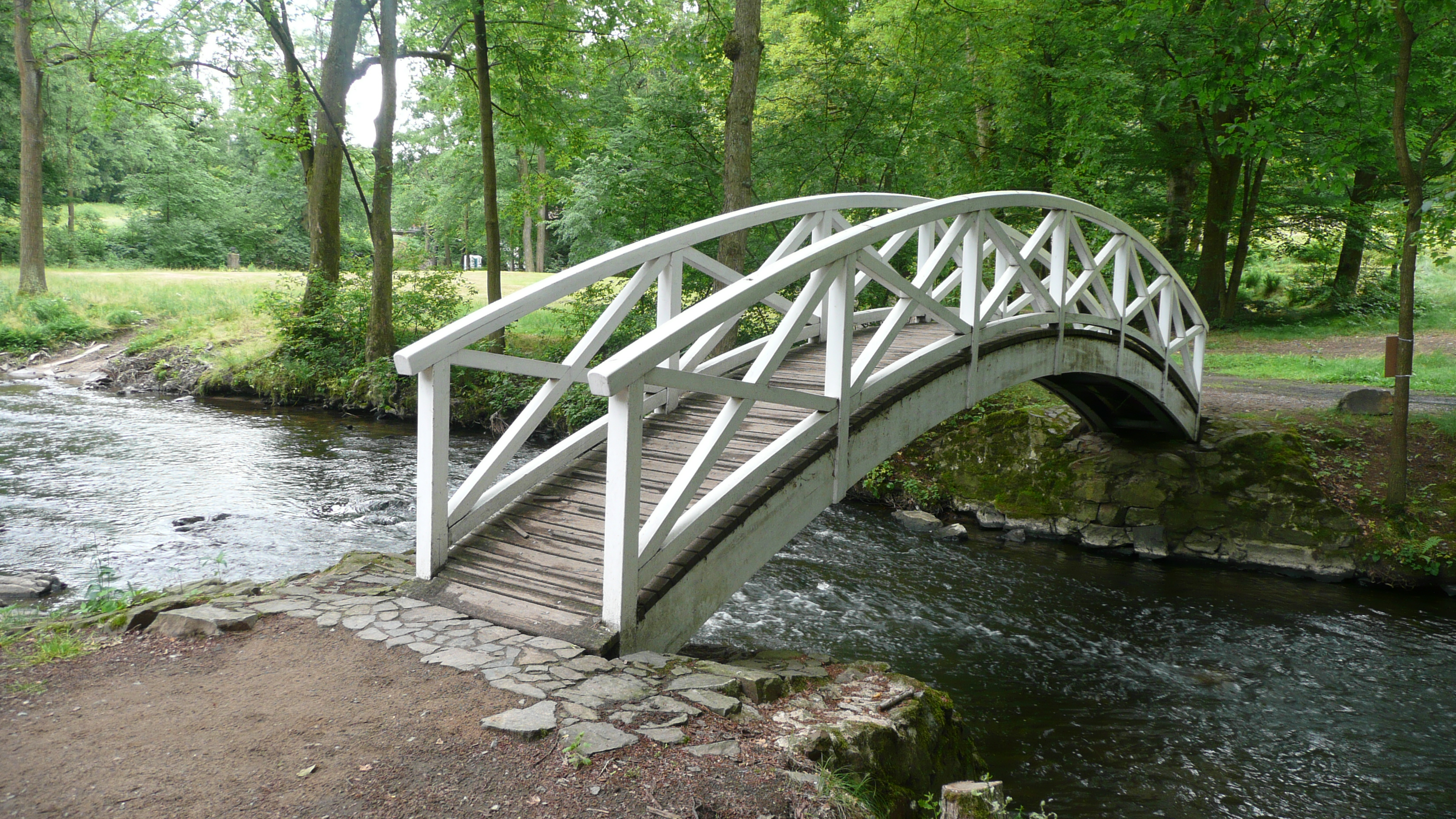
Im Seifersdorfer Tal
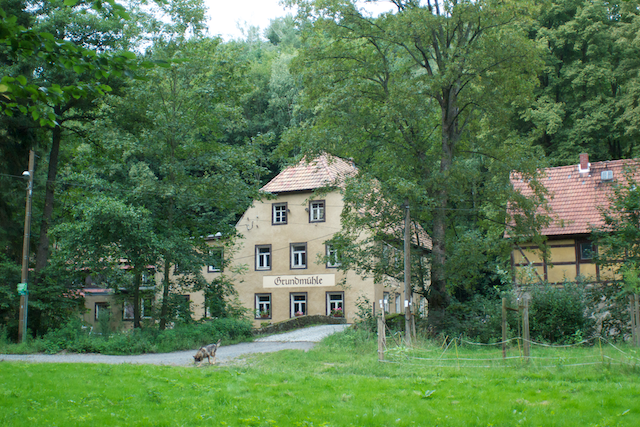
Grundmühle in Liegau-Augustusbad
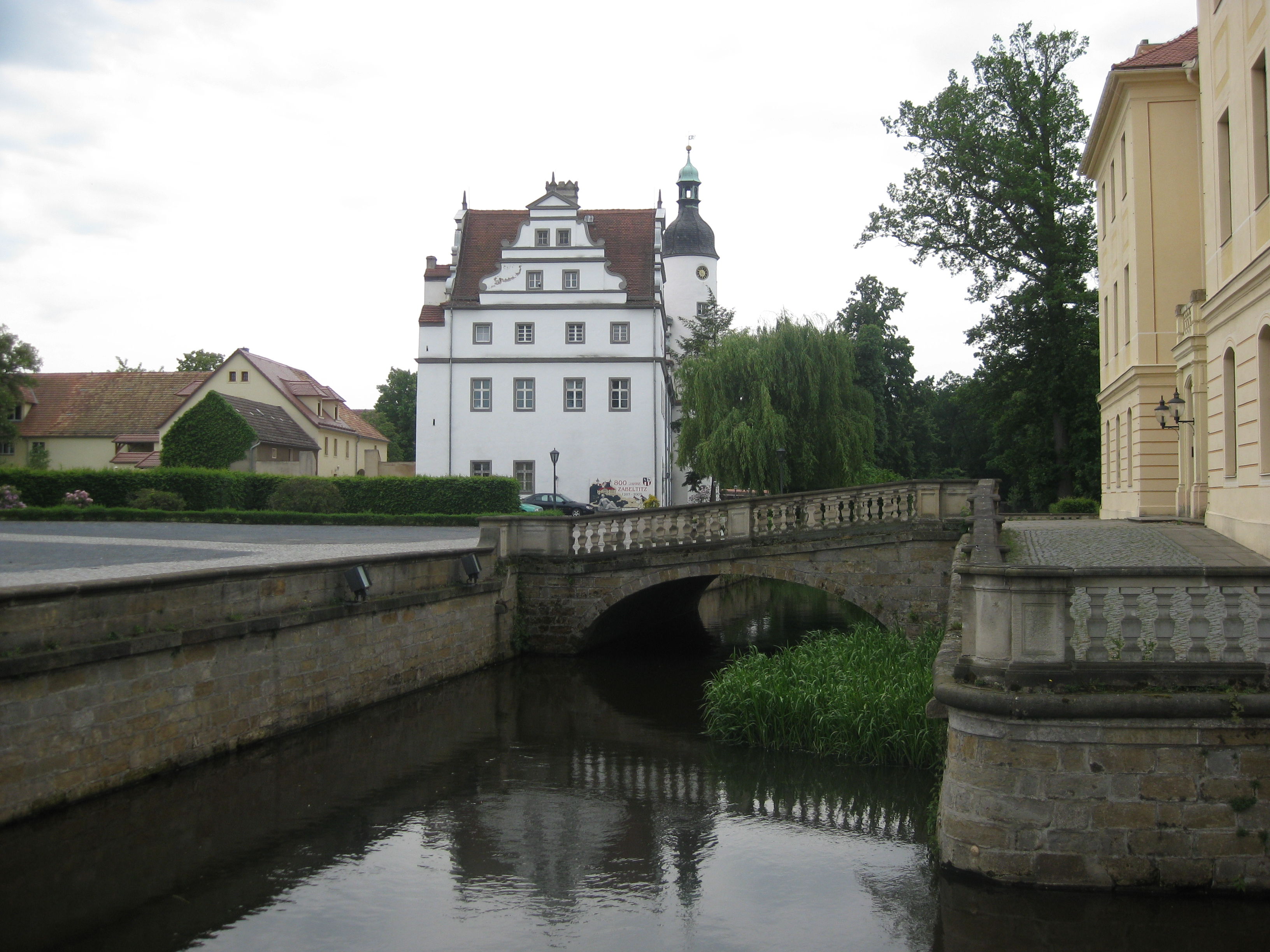
Am Barockgarten Zabeltitz
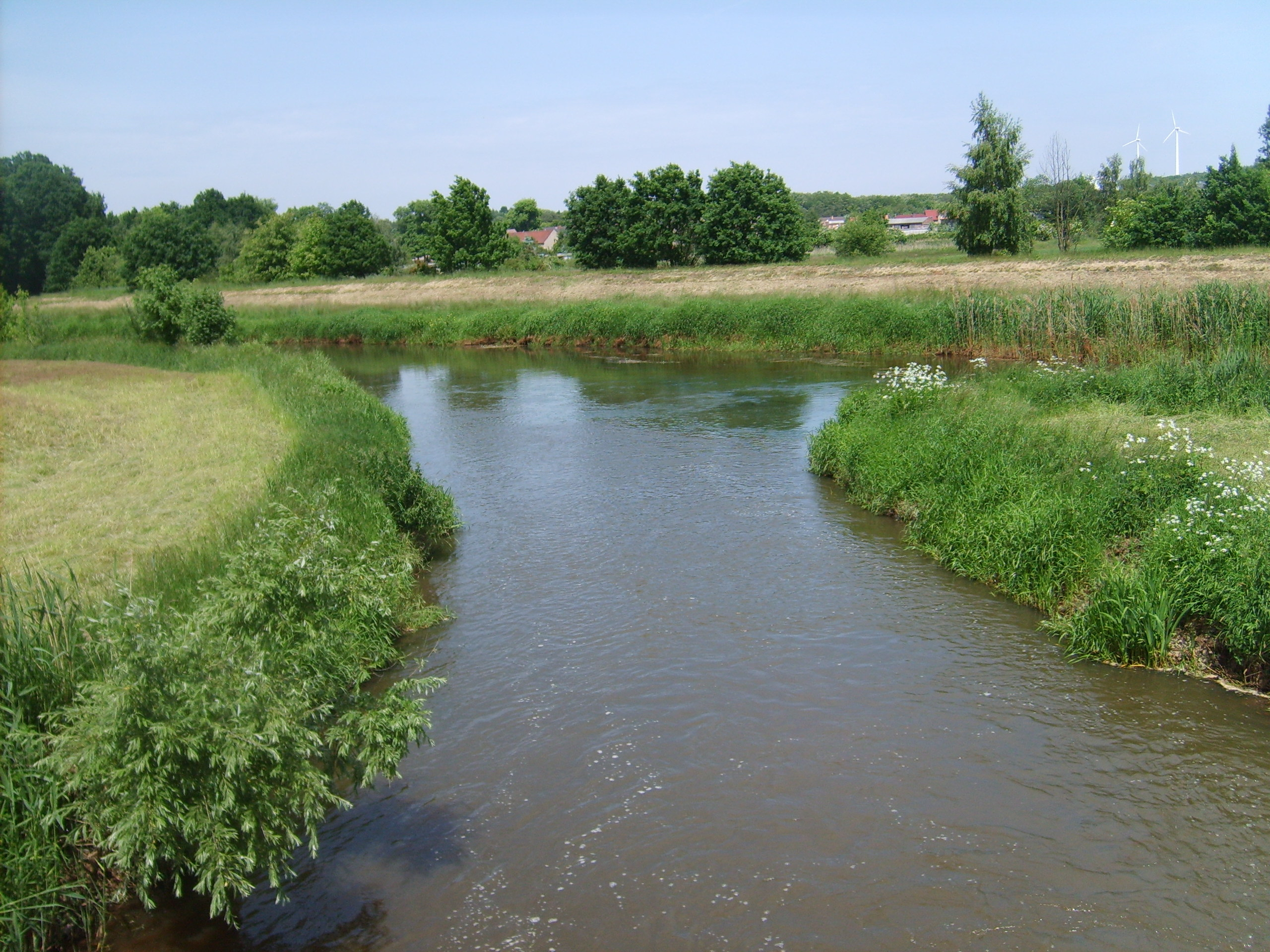
Mündung in die Schwarze Elster